# Pleasantview (local service district)
Pleasantview is een local service district in de Canadese provincie Newfoundland en Labrador. Het ligt aan de noordkust van het eiland Newfoundland en bestaat uit twee kleine nederzettingen: Pleasantview en Bulley's Cove.

## Geografie
Pleasantview en Bulley's Cove liggen beide aan de South Arm, een ongeveer 14 km lange aftakking van de New Bay. Die baai is op haar beurt een aftakking van de veel grotere Notre Dame Bay.
Het dorp Pleasantview is via een 8 km lange toegangsweg verbonden met de gemeente Point Leamington en met de aldaar passerende provinciale route 350, de verbindingsweg tussen Northern Arm en Leading Tickles. Ongeveer halverwege Pleasantview en Point Leamington ligt het gehucht Bulley's Cove.

## Geschiedenis
Het local service district (LSD) Pleasantview werd opgericht in het jaar 1988. Het omvatte oorspronkelijk enkel het gelijknamige dorp, maar bij een wetswijziging in 1998 werd ook Bulley's Cove toegevoegd tot het werkingsgebied van het LSD.
In 2012 liet de provinciale overheid een haalbaarheidsonderzoek voeren naar een eventuele annexatie van het LSD door de gemeente Point Leamington. De samensmelting vond echter nooit plaats en Pleasantview bleef als zelfstandig LSD voortbestaan.

## Demografie
Demografisch gezien is de designated place Pleasantview, net zoals de meeste kleine dorpen op Newfoundland, aan het krimpen. Tussen 2001 en 2021 daalde de bevolkingsomvang van 77 naar 42. Dat komt neer op een daling van 35 inwoners (-45%) in twintig jaar tijd.
Anno 2021 telde de designated place 63 woningen waarvan er 23 permanent bewoond waren. Alle inwoners hadden het Engels als moedertaal.
| Demografische ontwikkeling van Pleasantview tussen 2001 en 2021 |
| --------------------------------------------------------------- |
|                                                                 |
| Bron: Statistics Canada (2001–2006, 2011–2016, 2021)            |